# Polystira formosissima
Polystira formosissima é uma espécie de gastrópode do gênero Polystira, pertencente a família Turridae.